# ジェームズ・H・ビリントン
ジェームズ・H・ビリントン（James Hadley Billington, James H. Billington, 1929年6月1日–2018年11月20日）は、ハーバード大学とプリンストン大学で歴史を教えた後、4つの連邦文化機関に最高経営責任者（CEO）として42年間勤務した、アメリカ合衆国の学者および作家である。
米国議会図書館第13代館長を務めた。

## 生涯

### 生い立ち
ペンシルベニア州ブリンマーで生まれ、フィラデルフィア地域の公立学校で教育を受けた。ローワー・メリオン高校とプリンストン大学の両方で卒業生総代を務め、最高の成績で A.B. を取得して卒業した。「ニコライ・ベルジャーエフ」というタイトルの卒業論文を完成させた後、1950年に歴史学の博士号を取得した。その後、オックスフォード大学のベリオール カレッジで、ローズ奨学生、哲学者アイザイア・バーリンの学生として過ごし、3年後、ロシア史の博士号を取得した。

### 活躍
アメリカ陸軍とアメリカ統計局に勤務した後、1957年から1962年までハーバード大学で歴史を教え、その後プリンストン大学で1964年から1974年まで歴史の教授を務めた。
1973年から1987年まで、ワシントン D.C. にある米国第28代大統領の公式記念館であるウイルソン・センターのディレクターを務めた。センターにケナン研究所を設立し、他の7つの新しいプログラムと共に機関誌Wilson Quarterlyを創刊した。
1960年代から引退までの各大統領と議会図書館に仕えた期間を通し、学問と職務に専念した。米国の文化遺産の保存、促進、共有で独自の役割を果たした。
マージョリー・アン・ブレナンと結婚し、スーザン・ビリントン・ハーパー博士、アン・ビリントン・フィッシャー、ジェームズ・ハドリー・ビリントン・ジュニア牧師、トーマス・キーター・死ビリントンの4人の子供と、12人の孫がいた。ビリントン博士と娘のスーザンは、ロードス奨学金を授与され、オックスフォード大学で哲学の博士号を取得するためにそれらを使用した最初の父と娘である。

### 死
2018年11月20日、ワシントンD.C.のシブリー記念病院で、肺炎の合併症で死去した。89歳だった。

## 米国議会図書館での功績

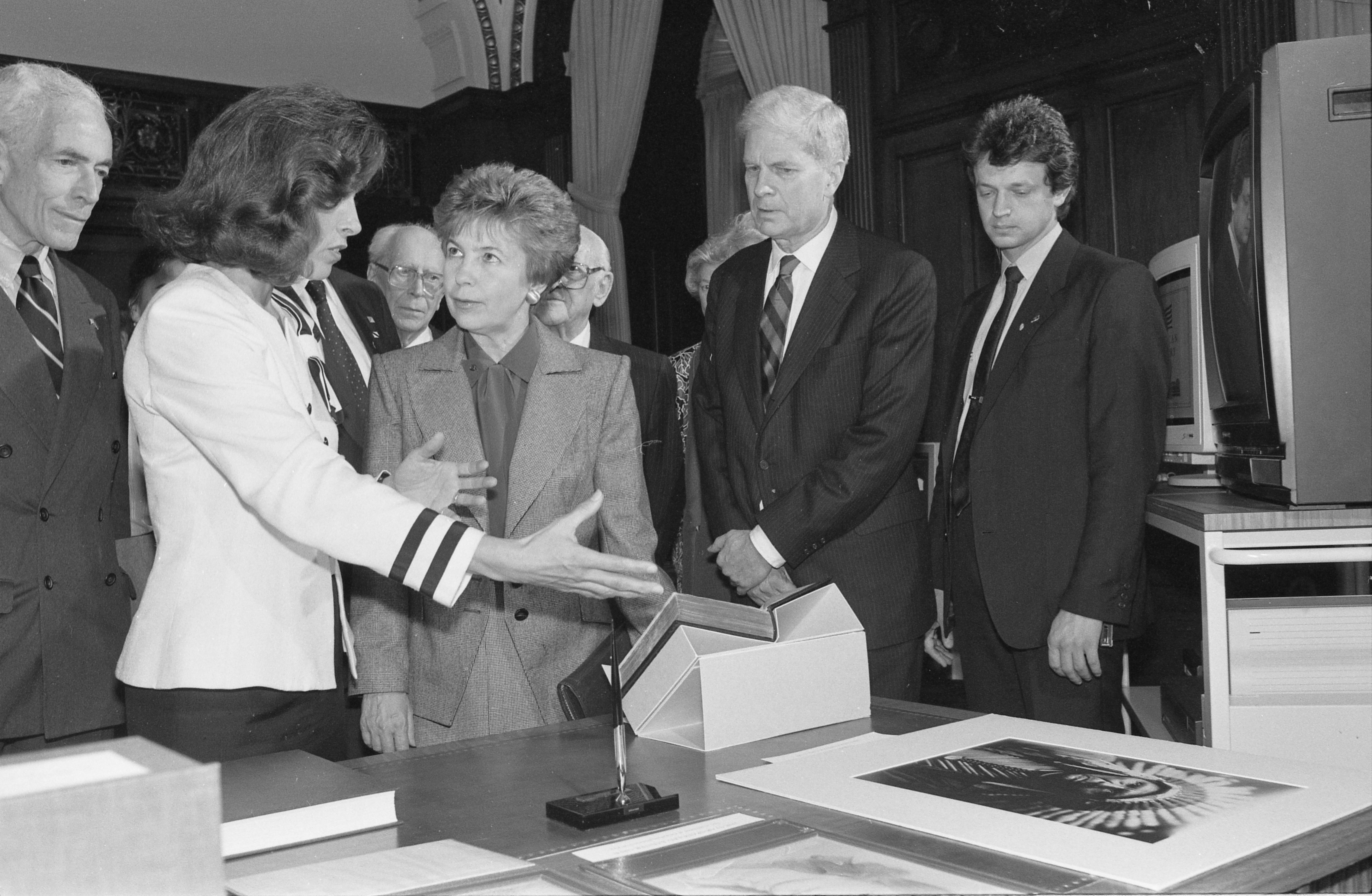
1990年、米国議会図書館で書籍やその他のアイテムを展示する際、ライサ・ゴルバチョワがマリリン ・クエールの話を聞くのを見守るビリントン

ビリントンは、1987年9月14日に米国議会図書館長に就任した。1800年に議会図書館が設立されて以来、13代目となる。ロナルド・レーガン大統領によって指名され、彼の任命は上院によって満場一致で承認された。2015年9月30日に館長職を引退した。
在任中、図書館の従来のアナログコレクションのサイズを1987年の8,550万アイテムから2014年には1億6,000万アイテム以上に倍増させた。
1996年にフランスのラグランジュ=ブレノー城から、以前はアクセスできなかったラファイエットの書類取得を主導した。それ以来、ビリントンは、城を統治する財団の理事会で唯一の非フランス人となっている。彼はまた、2003年に1507年のヴァルトゼーミュラー地図 (「アメリカの出生証明書」)の唯一のコピーを取得し、図書館のあるトーマス・ジェファーソン館（Jefferson building）に常設展示した。
ビリントンは個人的に資金を調達して再建を行った先駆者である。オリジナルのトーマス・ジェファーソン図書館を再建して、2008年に常設展示をジェファーソン館に設置した。ジェファーソン館の公共スペースを拡大し、技術的に強化して、国家的な展示会場にした。100以上の展示を主催し、展示のほとんどが米国でこれまで公開されていなかった資料だった。
これらの展示には以下が含まれる。バチカン図書館とフランス国立図書館に関する展示、南北戦争とリンカーンに関する展示、アフリカ系アメリカ人の文化に関する展示、宗教とアメリカ共和国の設立に関する展示、アメリカ初期(Kislakコレクションは現在も常設展示されている）、マグナ・カルタの800周年を記念する世界的な祝典、そしてルーベンシュタイン・ベイの詩篇集をフィーチャーしたアメリカ初期の印刷。
ビリントンはまた、2008年にアメリカ合衆国議会議事堂ビジターセンターと図書館の間の地下接続を提唱し、議会での利用と、ジェファーソン館での図書館の一般見学を増やすことに成功した。
2001年に大量脱酸プログラムを開始した。これにより、約400万冊の本と1200万枚の原稿シートの寿命が延びた。2002年に最初に開館したメリーランド州フォート・ミードの新しい保存書庫は、図書館のアナログコレクションから400万点以上のアイテムを保存し、アクセスできるようにした。ビリントンは1992年にコレクションの保護を改善するために図書館コレクションのセキュリティ監視委員会（Security Oversight Committee）を設立し、2008年には図書館の学芸員とコレクションに注目を集めるために議会幹部会（Library of Congress Congressional Caucus）を設立した。彼は2009年にジェファーソン館に図書館初のヤングリーダーズセンターを設立し、1991年には大学生向けの最初の大規模なサマーインターン(ジュニアフェロー)プログラムを作成した。ビリントンの下で、図書館は2010～2011年に知識への入り口を支援し、特別に設計された18輪のトラックで、ミシシッピ州以東のすべての州をカバーする90のサイトへの移動展示を行い、特に地方の人々のために、図書館から離れた場所での図書館コレクションの公開を増やした。
米国議会図書館での在職中、ビリントンは無料の電子サービスを擁護した。
- 1990年のAmerican Memoryは、1994年にThe National Digital Libraryとなり、デジタル化されたアメリカの歴史と文化のリソースへの無料アクセスをオンラインで提供し、キュレーターによる説明をK-12教育に提供した[25]。
- 1994年に thomas.gov のWebサイトを開設し、継続的な更新を含む米国連邦法に関する情報への無料の一般アクセスを提供した。また、congress.govのWebサイトは、2012年に議会と一般市民の両方に最先端の枠組みを提供した[26]。
- 1996年にはK-12の教師と生徒向けの教育ポータル、その後2013年には読み書き能力を向上させるための新しい賞とプログラム[27][28]。
- 2007年に始まったライブラリのOnline social media presenceは、ブログ、Flickr、Flickr Commonsの設立、Facebook、iTunesU、Pinterest、RSS、Twitter、YouTube、およびその他の新しいメディアチャネルを含むように拡大した。Twitterは2010年にデジタルアーカイブを米国議会図書館に寄贈した。エンジニアリング担当副社長のグレッグ・パス氏は、「ビリントン博士と図書館がこの情報の価値を認めてくれたことを非常に感謝している」と述べた[29]。
- 「eCo」オンライン著作権登録、ステータス確認、処理、および電子ファイルのシステムは2008年にアップロードした[30]。
- 2009年のワールド・デジタル・ライブラリーは、ユネスコおよび81か国の181のパートナーと協力して、世界のさまざまな文化について専門的にキュレーションされた一次資料のオンラインコピーを、複数の言語で無料で利用できるようにした[31]。
- 2010年にResource Description and Access (RDA)、2013年にデジタル時代の新しい目録標準を実装した。
- 2011年のBIBFRAMEは、図書館がウェブ上のパートナーと共有する書誌データに依存する人々や、より広範なネットワーク世界で共有される書誌データに依存する人々に基盤を提供する書誌記述のデータ モデルである[32]。
- 2011年にNational Jukeboxを設立し、10,000を超える絶版の音楽と話し言葉の録音へのストリーミング無料オンラインアクセスを提供した[33]。
- BARDは2013年に、視覚障害者および身体障害者のための図書館のNational Library Serviceと提携して、点字および音声読書ダウンロード用のデジタル録音図書モバイルアプリを開発した。これにより、Apple App Storeを介して携帯端末にオーディオブックと点字ブックを無料でダウンロードできる[34]。

ビリントンは、1992年から2014年までの期間にアメリカ議会図書館のデジタルアウトリーチとアナログコレクションの成長を指揮した。この時期は、主に立法予算の削減により図書館のスタッフが30%減少した。図書館員は3年ごとに、デジタルミレニアム著作権法(DMCA)を見直した。2010年、新しいDMCAの抜け道を開くというビリントンの決定により、彼は「あなたが聞いたことのない最も重要な人物であり、ウェブが紡がれるずっと前から図書館を率いていたか、またはDMCAがレコード産業協会の輝かしい存在でさえあった.アメリカの目...DMCAの下でLOCがこの権限を獲得したのは、おそらくビリントンの誠実さと誠実さに対する揺るぎない評判だった。
ビリントンは、図書館や他の研究機関のコレクションから2400万点を超えるアメリカの歴史的資料をオンラインで自由に利用できるようにする、図書館のアメリカン・メモリー国立電子図書館 (National Digital Library, NDL)プログラムを擁立した。これら独自の歴史的資料に加え、図書館のインターネットサービスには議会のデータベースであるTHOMAS(オンラインカードカタログ;展示会;アメリカ著作権局からの情報、また、America's Library と呼ばれる子供や家族向けのWebサイト)が含まれる。2013年度、図書館のWebサイトは8400万回のアクセスと5億1900万ページビューを記録した。
また、米国議会図書館で次の新しいプログラムを設立した。
- 2001年にファーストレディーのローラ・ブッシュと共に設立された全米ブックフェスティバルは、ナショナル・モールとワシントン・コンベンションセンターに10000人以上の著者と100万人以上のゲストをもたらした。2013年のデビッド・ルーベンスタインからの多大な寄付により、米国議会図書館識字賞の設立を推進し、米国および海外での識字率向上の成果を認めて支援した。[38]
- クルーゲセンター（英語版）は、2000年にジョン・W・クルーゲから6000万ドルの助成金を受けて開始された。クルーゲセンターは、奨学金を受けたクルーゲフェローシップを通じて図書館にもたらされた、米国議会やその他の公的指導者との学者の関与を高める。
- 人文科学研究に対するクルーゲ賞（現在の価値で150万ドル）。人文科学および社会科学(ノーベル賞に含まれない分野)における生涯の功績に対して贈られる、最初のノーベル賞レベルの国際賞である[39]。
- 国立視聴覚保存センター（英語版）は、これまで図書館に寄せられた最大の個人寄付(パッカード人文科学研究所から1億5000万ドル以上)と、議会からの8210万ドルの追加支援によりバージニア州カルペパーの45エーカーの敷地に2007年により開設された。
- 1988年、ビリントンはまた、国立フィルム保存委員会(The United States National Film Preservation Board, NFPB)を設立した。これは議会によって委任されるもので、保存と新しいNational Film Registryへの登録のために毎年アメリカ映画を選択する。2015年までに650本の映画をレジストリに登録した[40][41][42]。
- The Veterans History Projectは、第一次世界大戦から現在までのアメリカの退役軍人の個人的な説明を収集、保存、およびアクセスできるようにすることを2000年に議会で義務付けられた[43]。
- 2000年に議会で義務付けられた全米録音資料登録簿(National Recording Registry)で、ビリントンは現在までに425の録音を選出した。
- ガーシュウィン賞は2007年に創設され、作曲家としての生涯にわたる功績を反映したキャリアを持つアーティストの作品を称える。受賞者には、ポール・サイモン、スティービー・ワンダー、ポール・マッカートニー、バート・バカラックとハル・デビッド、キャロル・キング、ビリー・ジョエル、ウィリー・ネルソンが含まれます。ビリントンはまた、アメリカの多様な文化的、科学的、社会的遺産に貢献した芸術家、活動家、映画製作者などを称えるため、2000年に生ける伝説賞(Living Legend Awards)を立ち上げた(彼は在職後に米国議会図書館の生ける伝説と宣言された)。[44]
- Open World Leadership Centerは2000年に開始され、ロシア、ウクライナ、およびその他の旧ソ連の後継国の新興ソ連後の指導者が米国のカウンターパートを訪問するための23,000の専門家交換を管理してきた。Open Worldは米国議会図書館のプロジェクトとして始まり、後に立法府の独立機関になりた。ビリントンは創設者であり、評議員会の会長だった[45]。
- The Fiction Prize(現在のthe Library of Congress Prize for American Fiction)は、2008年に創設され、フィクションの執筆における傑出した生涯の功績を称えるものである。

議会図書館での任期中、彼は議会の予算を補うために5億ドル以上の民間支援を集めた。これらの民間資金は、図書館のコレクション、プログラム、およびデジタル・アウトリーチを増やすために使用された。ビリントンは、1987年に民間の資金調達のための図書館の最初の開発オフィスを作成し、1990年に、図書館の最初の全国的な民間部門の寄付者支援グループであるジェームズ・マディソン評議会を設立した。ビリントンはまた、1987年に最初の図書館全体の監査を行うよう米国会計検査院(GAO)に依頼した。この先例は、1995年以降、修正されていない(「クリーンな」)意見を生み出す定期的な年次会計監査につながった。彼はまた、1987年に、図書館運営の定期的な独立審査を行うために、図書館に監察官室を初めて設置した。
2011年の全米ブックフェスティバルで、作家のデヴィッド・マカルーは次のように述べた。「私たちには、数多くの著名な議会図書館員がいた。有名な詩人であるアーチボルド・マクリーシュ、学者であり歴史家であるダニエル・ブーアスティン....しかし、ジェームズ・ビリントンより優れ、生産的で、インスピレーションを与え、先見の明のある議会図書館員はいなかった。」
しかし、裕福な民間の寄付者を募る彼のアプローチは不適切であると感じた批評家もいた。彼の経営は、政府の監視機関や図書館員からの多くの問い合わせによって批判された。

ビリントンは、Mikhailovsky and Russian Populism（1956年）、[『聖像画(イコン)と手斧』（1966年）、Fire in the Minds of Men（1980年）、Russia Transformed: Breakthrough to Hope、1991年8月（1992年）、『ロシアの顔』(1998)、公共放送サービスのために彼が執筆およびナレーションを担当した同名の3部構成のテレビシリーズのコンパニオンブックと、Russia in Search of Itself（2004）を書いた。これらの書籍は、さまざまな言語に翻訳・出版された。ビリントンはまた、1973年にエグゼクティブプロデューサーのマーク・ワックスマンと共に、PBSの全国放映シリーズ The Humanities Film Forumを執筆し、司会を務めた。
ビリントンは、ロシアと旧ソビエト連邦への議会代表団に10回同行し、コメンテーターのジョージ・ワイゲルの言葉を借りれば、「下院議員と上院議員の数世代にわたるロシア問題の個人指導者」となった。1988年6月、ビリントンはレーガン大統領夫妻に同行し、モスクワで開催されたソビエトサミットに出席した。2004年10月には、米国議会図書館とイラン国立図書館の間の交流を拡大する米国議会図書館代表団をテヘランに派遣した。ビリントン博士は、公然とイランを訪問した米国政府高官としては25年間で最上位だった。

## 受賞
ビリントンは42の名誉功績の学位を取得したほか、Presidential Citizen's Medal (2008年)、プリンストン大学のウッドロウ・ウィルソン賞 (1992年)、アカデミー・オブ・アチーブメント (1992年) のゴールデン プレート賞、UCLA メダル (1999年)、およびロシア語と文化の国際教師協会のプーシキン・メダル (1999年)を受賞した。ロシア連邦大統領から友好勲章を授与された (2008年)。これは、外国人が受け取ることができる最高の勲章である。ジョージアのトビリシ国立大学 (1999年)、ロシア国立人文科学大学 (2001年)、オックスフォード大学 (2002年) から名誉博士号を授与されている.。
ビリントンは1985年にアメリカ芸術科学アカデミーのフェローに選出された。彼はロシア科学アカデミーの選出メンバーであり、シュヴァリエ(1985年)、レジオンドヌール勲章(2007年)のシュヴァリエとして勲章を授与された。フランス芸術文化勲章 (1991年)、ブラジル南十字勲章(2002年)、イタリア共和国功労勲章(2002年)、ナイト・コマンダーズ・クロスドイツ連邦共和国功労勲章(1995年)。ビリントンは、フランス系アメリカ人文化財団(2007年)から最初のラファイエット賞を受賞した。彼はまた、大韓民国からGwanghwa Medal(1991年)、キルギス共和国からチンギス・アイトマートフ・ゴールドメダル (2001年) を受賞している。全体として、ビリントンは15の外国政府と大学から勲章と賞を受賞した。
ビリントンは、フォーリン・アフェアーズおよびTheology Todayの編集諮問委員会と外国奨学金委員会(1971–76;会長、1973–1975) のメンバーを長年務め、フルブライトの下で世界中の学術交流の執行責任を負っていた。ジョン・F・ケネディ・センターの理事であり、アメリカ哲学協会の会員でもあった。

## 出版
- The Icon and the Axe: An Interpretative History of Russian Culture. New York City: Alfred A. Knopf (1966). ISBN 978-0394708461.　
  - 『聖像画(イコン)と手斧―ロシア文化史試論』　藤野幸雄 訳　勉誠出版 (2000)　ISBN 978-4585030683
- Fire in the Minds of Men: Origins of the Revolutionary Faith. London: Temple Smith (1980). ISBN 978-0851171968. Published with new introduction by the author in 1999: New Brunswick, New Jersey: Transaction Publishers.
  - Full text at Internet Archive.
- Russia Transformed: Breakthrough to Hope, Moscow, August 1991. New York City: The Free Press (1992). ISBN 0029035155, 978-0029035153.
- The Face of Russia: Anguish, Aspiration, and Achievement in Russian Culture. London (1998). ISBN 978-1556356766.
- Russia in Search of Itself. Washington, D.C.: Woodrow Wilson Press & Baltimore: Johns Hopkins University Press (2004). ISBN 0801879760.